# 英德市
英德市是中华人民共和国广东省下辖的县级市，由清远市代管。位于广东省中北部，京广铁路线上，是广东省面积最大的县级行政区。市人民政府駐利民路。

## 历史沿革
英德有人类活动的历史可追溯到10万年以前，早在旧石器时代晚期，今英红镇云岭狮石山牛栏洞裡就生活着一群原始先民。新石器时代早期，在今青塘镇四周的石灰岩溶洞中居住着一群原始先民，即青塘遗址。
公元前206年至公元前195年间，南越国设浈阳（今英中、英东地区及翁源和新丰、佛冈部分地区）、含洭（今英西地区）2县。是为英德建置之始。南越归附中原后，浈阳、含洭2县同属荆州桂阳郡。
建安二十五年（220年），省阳山县入含洭县。
三国·吴甘露元年（265年），复置阳山县；浈阳、含洭2县属荆州始兴郡。
南朝·宋泰始三年（467年），改浈阳县为贞阳县。六年，在贞阳县西60里置冈溪县。南齐建元元年（479年），贞阳县復名浈阳县。梁天监六年（507年），在含洭县置衡州和阳山郡，治所均在含洭县；浈阳县属衡州始兴郡，含洭县属衡州阳山郡。梁承圣二年（553年），析浈阳县地置翁源县；浈阳县属东衡州始兴郡。天嘉年间（560—566），改衡州为西衡州，治仍在含洭县，含洭县属西衡州阳山郡，浈阳县仍属东衡州始兴郡。
隋开皇九年（589年），浈阳县属韶州；十年，含洭县属洭州，改浈阳县为贞阳县，改属循州；十六年（596年），贞阳县一部并入曲江县；十九年（599年），贞阳县改属广州；二十年，含洭县属广州。仁寿元年（601年），广州改称番州。大業三年（607年），含洭县属南海郡。
唐武德五年（622年），在含洭县地复置洭州，贞阳、含洭2县属之。貞觀元年（627年），贞阳县復名浈阳县，含洭县改为浛洭县，2县属广州。天宝元年（742年），浈阳、浛洭2县属南海郡。乾元元年（758年），浈阳、浛洭2县属广州。五代南汉乾亨元年（917年），升广州为兴王府，浈阳、浛洭2县属兴王府。乾亨四年（920年），在浈阳县置英州，领浈阳县。浛洭县仍属兴王府。
北宋开宝四年（971年），浛洭县改属广南东路连州；五年，避宋太祖赵匡胤讳，改浛洭县为浛洸县；六年，改属英州。北宋乾兴元年（1022年），避宋仁宗赵祯讳，改浈阳县为真阳县，与浛洸县同属英州。北宋宣和二年（1120年），英州被赐郡名真阳郡。南宋慶元元年（1195年），升英州为英德府，属广南东路，辖真阳、浛洸2县，自始得英德之名。
元至元十五年（1278年），改英德府为英德路总管府，属江西行省广东道；二十三年（1286年）降为散州。大德五年（1301年），复升为路，领真阳、浛洸、翁源3县。至大元年（1308年）复降为州，领真阳、浛洸、翁源3县。延祐元年（1314年），废真阳、浛洸2县，併入英德州，属江西行省广东道。

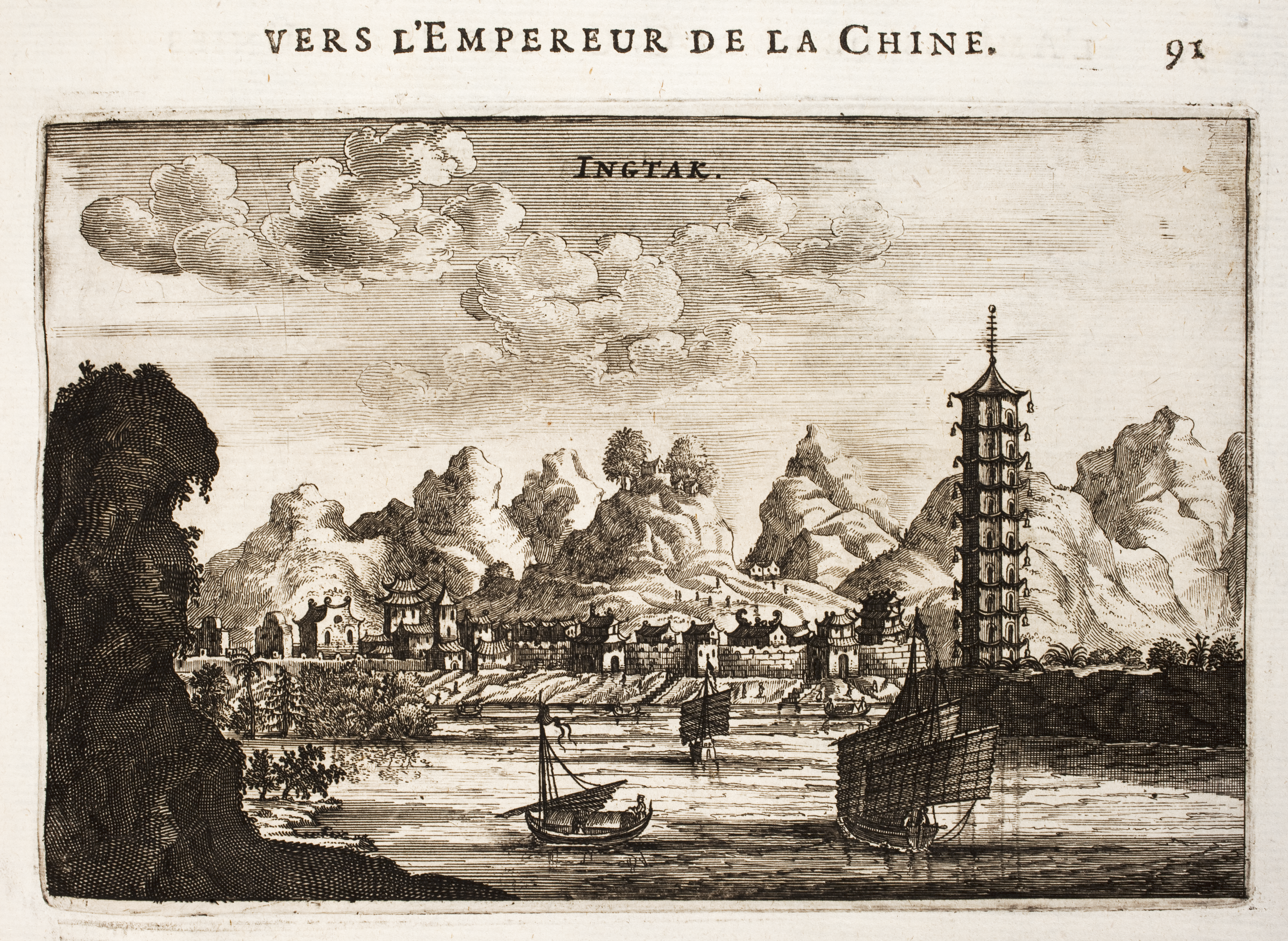
荷兰人约翰·纽霍夫在1665年所画的英德风景图

明洪武二年（1369年），改英德州为英德县，属广东布政司韶州府。隆庆三年（1569年），划英德县象冈、甘棠2都（今英德市青塘、白沙2镇和新丰县交界的地方）以及河源、翁源2县一部分地方设长宁县（今新丰县）。
清沿明制，英德县属廣東省韶州府。嘉庆十八年（1813年），分英德县大陂都高台、白石、独石、迳头4图，岩下都虎山、观音2图及清远县一部分设立佛冈厅（今佛冈县）。
民国时期，英德县建置没有大的变化。1949年4月，英德县归属广东省第三行政督察区，专员公署驻英德，下辖英德、清远、佛冈、新丰、翁源5县。
1949年10月9日，中国共产党解放英德县城。英德县初隶属北江临时人民行动委员会，后先后隶属北江人民行政督察专员公署、北江区行政督察专员公署、北江区专员公署、粤北行政公署、韶关专员公署、韶关专区革命委员会、韶关地区革命委员会、韶关地方行政公署、韶关市。1988年1月，清远撤县设市，英德县从韶关市划归清远市管辖。1994年1月，英德撤县设市（县级），仍属清远市。

## 地理

### 区位
英德地处广东省中北部，北邻韶关市曲江区、乳源瑶族自治县，东邻翁源县、新丰县，南邻佛冈县、清新县，西邻阳山县。

### 地貌
2006年，全市总面积5671平方公里（56.71万公顷，850.65万亩），其中，耕地99643公顷（149.47万亩），占总面积的17.6%；园地7875.80公顷（11.81万亩），占1.4%；林地348998.89公顷（523.50万亩），占61.5%；牧草地168.41公顷（2526.15亩），占0.03%；其它农用地15182.38公顷（22.77万亩），占2.7%；居民点及独立工矿用地24617.71公顷（36.93万亩），占0.43%；交通运输用地1655.31公顷（2.48万亩），占0.29%；水利设施用地4869.23公顷（7.30万亩），占0.9%；未利用土地53039.38公顷（79.56万亩），占9.4%；其它土地11051.28公顷（16.58万亩），占1.9%。

### 水系
主要河流为北江及其支流连江、滃江。
北江，市境南端以上集雨面积3.40万平方公里，多年平均径流量155.8亿立方米，其中汛期为115.8亿立方米，占全年的74.3%。滃江，集雨面积1289.5平方公里，多年平均径流量49.8亿立方米，其中汛期为39.5亿立方米，占全年的79.3%。连江，集雨面积2572.4平方公里，多年平均径流量103.4亿立方米，其中汛期为84.04亿立方米，占全年的81.2%。
在北江干流上建有飞来峡水库（坝址位于清新县，英德为库区）、白石窑水库。

### 气候
英德属亚热带季风气候。全市多年平均降水量1900毫米。降水量自东向西渐增，差幅约100毫米。降水过程集中在4月—9月，降水量1524.2毫米左右，占全年降水量的80.2%，其中4月—6月降水量921.7毫米，占全年降水量的48.5%。

## 自然资源

### 矿产
英德成矿地质条件优越，矿产资源丰富。全市已发现矿产37种，主要有硫、铁、煤、锰、铅、锌、钨、锡、铜、金、稀土、石灰石、大理石、花岗岩等，储量较大的有硫铁矿8000多万吨，铁矿3000多万吨，煤矿1.3亿吨，大理石和花岗石10亿立方米，石灰岩面积80多万亩，还有铜、铅、锌、钨、锡、金、银、钼、铋、泥炭土、稀土、耐火黏土、水泥配料黏土、石英、砂矿、硅石、重晶石、萤石、英石等。

### 水力
境内河床落差大、水流急，水电资源理论蕴藏量45万千瓦，其中可开发的约35万千瓦。

### 温泉
有4处温泉资源，分别是望埠镇温泉、横石塘镇热水湖温泉、白沙镇会英温泉、水边镇热水温泉。
望埠温泉：泉源位于望埠镇镇区东北1公里处。泉眼水温63°C，单孔井水量2200立方米／昼夜，远景水量可超过5000立方米／昼夜。温泉于石灰岩中涌出，水质经中山医科大学等分析，属医疗热矿泉，各种化学元素配比较好，含氡和硫化物，PH值F1－F3，属中偏碱性温泉，对各种关节炎和皮肤、消化器官、神经系统等疾病有辅助疗效。该泉源已开发利用，建设有李屋老温泉、望埠女足基地温泉山庄和英德溶洞温泉度假村。
横石塘镇热水湖温泉：位于市区北部22公里的横石塘镇新群村蓝屋自然村，水温48°C—60°C，温泉水自然涌出地面，水流量3800立方米／昼夜，水质明澈，有微淡硫化氢味，经检测有多种保健治疗功能。温泉地处小型山谷盆地，盆地中有山丘，小河盆地中部缓缓流过，滋润桑地稻田、山林草地，具有浓郁的乡村气息和田园诗韵。热水湖温泉正在开发，将建成仙湖温泉旅游度假区。
白沙镇会英温泉：位于市区东部的白沙镇会英村。20世纪90年代初有一台湾投资者成立绿洲农业开发有限公司，发展温泉养殖。该公司也将温泉旅游纳入其发展计划。
水边镇热水温泉：位于市区西南部65公里的水边镇热水村，距镇区6公里、市区65公里。泉源在小河侧，自然涌出地面，涌水量大，水温42℃—55℃，水质清，可闻硫磺味。经华南农业大学等检测，以含硫、钙、铜、锌、钾、钠等矿物质元素为主，有抗菌消毒作用。温泉周边环境相对封闭，山清水秀，具有鲜明的野外度假休闲主题和特色，有很好的开发前景。

## 行政区划
英德市下辖1个街道办事处、23个镇：
英城街道、沙口镇、望埠镇、横石水镇、桥头镇、青塘镇、白沙镇、大站镇、西牛镇、九龙镇、浛洸镇、大湾镇、石灰铺镇、石牯塘镇、下太镇、波罗镇、横石塘镇、大洞镇、连江口镇、黎溪镇、水边镇、英红镇、东华镇和黄花镇。

## 人口
根据第七次全国人口普查结果，截至2020年11月1日零时，英德市常住人口为941325人。 全市常住人口与2010年第六次全国人口普查的942303人相比，十年共减少978人，下降0.10%，年平均增长率为-0.01%。

## 语言
英德市主要有客家话和广州话（含广州次方言）两大类。
客家话分布于英东，使用人口约占全市户籍人口的64.0%。
广州话主要分布于英城街道及英中、英西的部分镇。广州次方言有附城话（源于客家话，异于客家话，也异于广州话），还有九龙话。广州话和广州次方言的使用人口约占全市户籍人口的29.0%。
浛洸镇的华坝、花管滩、鱼咀坝3个自然村的人口原籍潮汕，现内部仍使用潮州话。全市瑶族5000多人，使用瑶族语言。英红、英华、黄陂3个华侨茶场使用普通话。

## 交通
铁路：

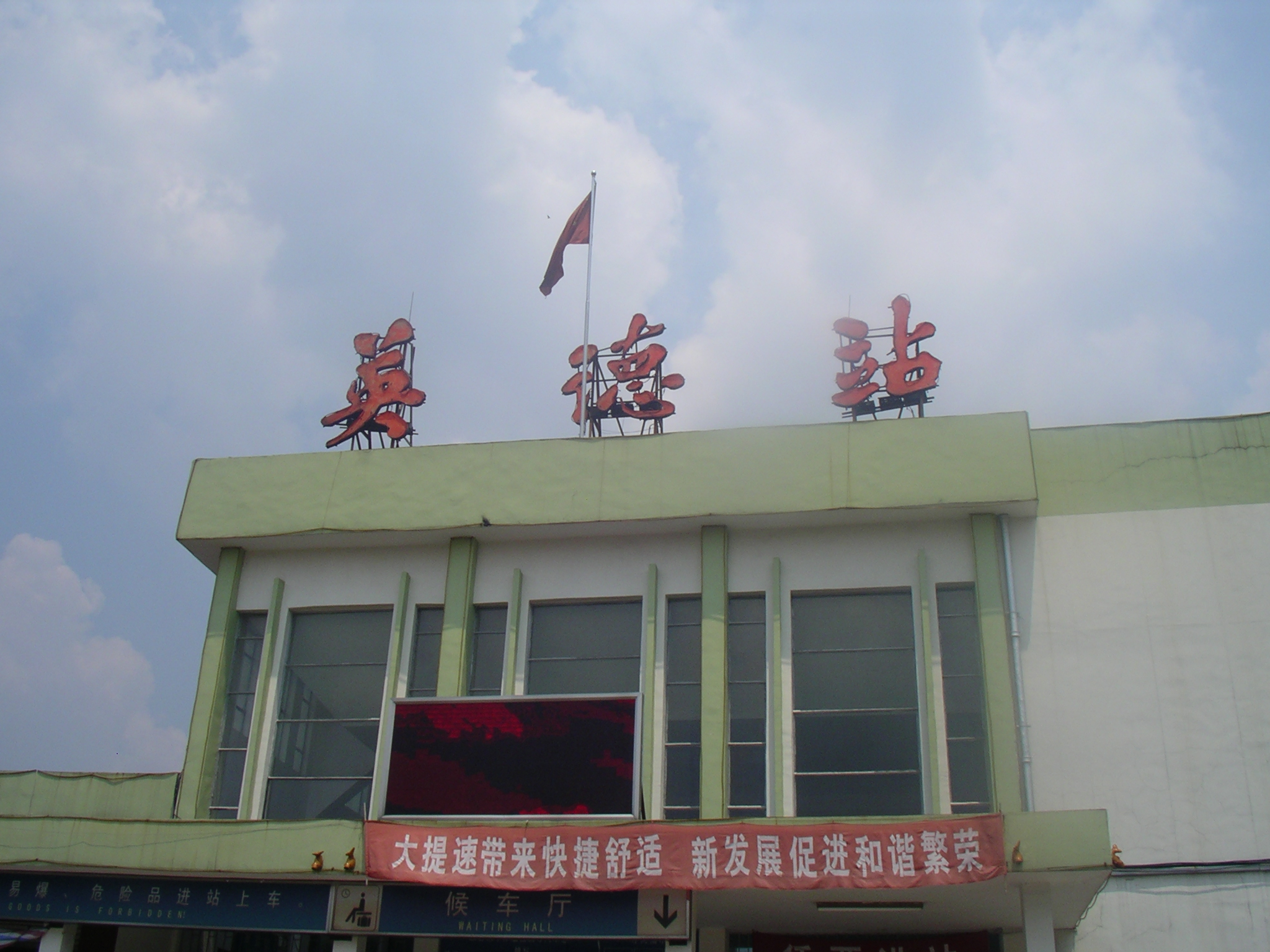
英德站

- 京广铁路从市区东侧约5公里的大站镇经过，设英德站。
- 京广高速铁路从市区西侧经过，设英德西站。

公路：
- 京港澳高速（京珠高速公路）从东部经过；
- 广乐高速公路（广州至乐昌，即京珠复线）在市区西侧约5公里处经过；
- 汕昆高速（横穿全境）
- 广连高速从西部经过
- 106国道从东部经过；
- 240国道、 358国道
- 英佛一级公路（英德至佛冈）
- 252省道
- 253省道（沿北江东岸纵贯全境，其中清远银盏至英德段称银英公路，英德至曲江区大坑口镇段称英坑公路）
- 258省道
- 347省道（横穿全境）
- 348省道

水运：
北江航道、连江航道

## 饮食
- 英德红茶
- 擂茶粥
- 九龙黄豆腐
- 望埠腐竹
- 清远麻黄鸡
- 西牛麻竹笋
- 青塘粉

## 特产
西牛麻竹叶：国家地理标志产品。麻竹在英德市栽培历史悠久，有文字记载的可追溯到清朝。

## 风景名胜

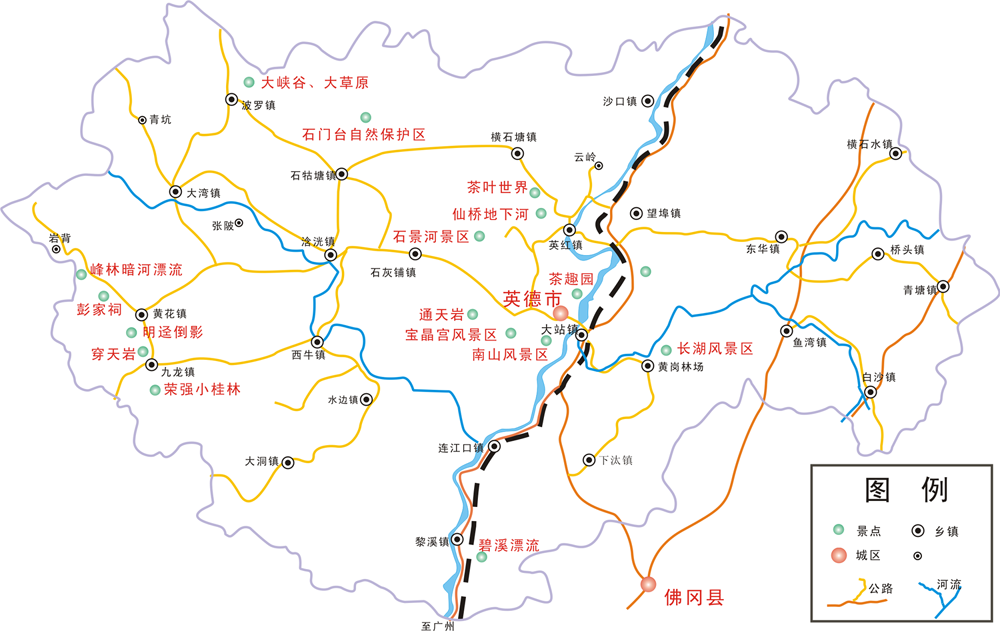
英德市旅游景点分布图

英德是广东省的历史文化名城，有蓬莱塔等古迹。西部山区景色秀丽，沿北江沿岸点缀着宝晶宫、南山、碧落洞等景点。
- 宝晶宫
- 英西峰林走廊
- 仙桥地下河
- 通天岩
- 南山风景区
- 碧落洞
- 奇洞温泉
- 英德国家森林公园
- 荣强小桂林
- 阳岩沟
- 蓬莱塔
- 文昌塔
- 金山祖庙
- 浛洸鎮河傍街，民主街廣州西關風格大屋

## 教育
- 广州大学附属中学英德实验学校
- 英德中学
- 英德市第一中学
- 英德市第八中学
- 英德市华粤中英文学校
- 英德市实验中学
- 英德华粤艺术学校
- 英德市第四中学（已更名：英城街中学）
- 英德市第六小学
- 英德市第四小学
- 英德市第五小学
- 英德市第七小学
- 英德市第三小学
- 英德市第二小学（已更名：英城街中心小学）
- 英德市第二中学
- 英德市职业技术学校
- 英德市英西中学
- 英德市英东中学